# Young Guns (groupe)
Pour les articles homonymes, voir Young Guns.
Young Guns est un groupe de rock alternatif britannique, originaire de High Wycombe, dans le Buckinghamshire, et Londres. Formé en 2003, il se compose de Gustav Wood au chant, de Simon Mitchell à la basse, et de Fraser et John Taylor à la guitare.
Après un premier EP en 2009, leur premier album studio All Our Kings Are Dead sort en 2010. Le succès de celui-ci et de ses singles propulsent le groupe sur les couvertures de magazines et en première partie de groupes comme Bon Jovi et Lostprophets. Un deuxième album, Bones, est produit en 2012, ce qui leur permet d'obtenir une certaine notoriété aux États-Unis. Leur troisième album, Ones and Zeros, sort en 2015, et est rapidement suivi par Echoes, en 2016.

## Biographie

### Débuts etMirrors(2009–2011)
Le groupe sort son premier EP Mirrors le 22 juin 2009, qui comprend des chansons telles que Weight of the World et Daughter of the Sea, puis commence des tournées en juillet et est en première partie de Lostprophets en août.
Young Guns décide de passer à leur premier album, All Our Kings Are Dead, sous leur propre label appelé Live Forever. Il est publié le 12 juillet 2010 et atteint la 43e place des charts britanniques, et la 3 des UK Rock et Indie Album Charts. L'album comporte les singles Winter Kiss, Sons of Apathy, Crystal Clear, Stitches et Weight of the World de Mirrors. Peu de temps après la sortie de l'album, les clips vidéo sont mis en ligne. Au cours de l'été, Young Guns joue à certains des plus grands festivals du Royaume-Uni, dont le Download Festival, avant d'ouvrir la scène principale du Reading Festival. Puis, ils suivent la tournée européenne de Danko Jones de leur propre tournée au Royaume-Uni, avec Swellers et Japanese Voyeurs en première partie.
À partir du 15 février 2011, Young Guns et Yellowcard font les premières parties de All Time Low sur un autre tournée européenne qui prend fin au Royaume-Uni, dont des concerts à l'O2 Academy de Brixton. Le 10 juillet, l'album est réédité et rebaptisé All Our Kings Are Dead : Gold Edition. Cette version inclut l'album original ainsi qu'un DVD bonus, qui contient 3 sessions acoustiques, trois vidéos live, un documentaire, ainsi que les clips vidéos des 5 singles.

### Bones(2011–2014)
Le groupe commence l'enregistrement de son nouvel album aux studios Sound Karma en Thaïlande avec le producteur Dan Weller, ancien guitariste du groupe de métal SikTh en juillet 2011. Des vidéos des sessions d'enregistrement au studio sont postés sur YouTube. Puis, ils sortent le premier single de leur deuxième album, le 13 octobre, intitulé Learn My Lesson. Elle est jouée pour la première fois lors d'une émission de Zane Lowe sur la BBC Radio 1 et est mise à disposition sur iTunes. Le groupe est alors en vedette dans des magazines de rock populaires comme Rock Sound et Kerrang!.
Le 9 novembre 2011, Young Guns annonce que leur deuxième album se nommerait Bones et serait publié le 6 février 2012, ajoutant qu'ils feraient des concerts d'un certain nombre de petites salles du Royaume-Uni avant de faire les premières parties d'Enter Shikari. Ce serait connu comme le Bare Bones Club Tour, avec en première partie Polar pour toutes les dates au Royaume-Uni. En décembre 2011, ils publient sur YouTube une vidéo montage de Brothers In Arms, l'une des chansons de leur deuxième album, qui n'était alors disponible que pour les personnes qui avaient pré-commandé l'album. Puis ils tournent la deuxième vidéo, de la chanson Bones, pendant qu'ils font l'exclusivité chez Daniel P. Carter sur la BBC Radio 1 le 2 janvier 2012. Le clip est publié le 12 janvier, tandis que le single est prévu pour le 20 février 2012. L'album sort dans les bacs le 3 février. Le 11 juin, Deadly Departed, le nouveau single tiré de l'album sort, avec un clip vidéo également disponible.
Young Guns est nommé dans la catégorie « Meilleur groupe britannique » aux Kerrang! Awards 2013 aux côtés de Asking Alexandria, Bring Me the Horizon, You Me At Six et Enter Shikari et remporte le « Relentless Award » de l'édition. 

### Ones and ZerosetEchoes(depuis 2015)
En 2015 sort l'album Ones and Zeros.

## Membres

### Membres actuels
- Gustav Wood - chant
- Fraser Taylor - guitare
- John Taylor - guitare (depuis 2007)
- Simon Mitchell - basse (depuis 2008)
- Ben Jolliffe - batterie, percussions, voix (depuis 2007)

### Anciens membres
- Joe Wilkins - clavier, synthétiseurs (2003-2007)
- Tom Ford - guitare (2004-2008)
- Alex Greenhill - batterie, percussions (2004-2007)
- Pete Little - batterie, percussions (2003-2004)

## Discographie

### Albums studio
- 2010 : All Our Kings Are Dead
- 2012 : Bones
- 2015 : Ones and Zeros
- 2016 : Echoes

### EP
- 2009 : Mirrors
- 2010 : Sons of Apathy
- 2010 : Crystal Clear